# (1362) Гриква
(1362) Гриква (лат. Griqua) — небольшой астероид внешней части главного пояса, который возглавляет одноимённое семейство астероидов. Он был обнаружен 31 июля 1935 года южноафриканским астрономом Кириллом Джексоном в обсерватории Йоханнесбурга и назван в честь одной из подгрупп населения Южной Африки. 

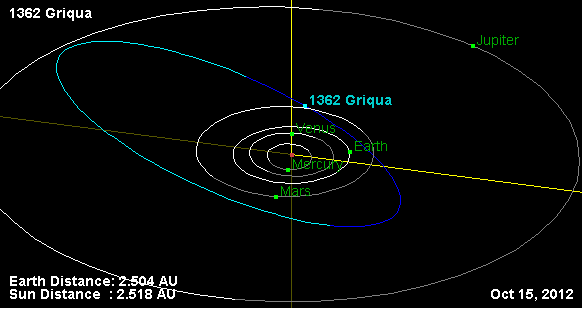
Орбита астероида Гриква и его положение в Солнечной системе

Является одним из немногих астероидов, находящихся в орбитальном резонансе с Юпитером 2:1. 